# Hopesfall
Hopesfall (раннее стилизовано под .hopesfall.) — американская пост-хардкор-группа из города Шарлотт, Северная Каролина, образованная в 1998 году. В настоящее время они подписали контракт с лейблом Equal Vision Records. Группа распалась в 2008 году после того, как все участники, за исключением вокалиста Джея Форреста, покинули группу. После этого состав группы, записывавший первые два альбома, временно собрался и отыграл реюнион-концерты в 2011 году. В 2016 году группа окончательно реформировалась с большинством участников своего последнего альбома и оригинальным барабанщиком Адамом Морганом на новом лейбле Equal Vision Records. Последний релиз группы на данный момент — альбом Arbiter был выпущен 13 июля 2018 года.

## История

### The Frailty of Wordsи мини-альбомNo Wings to Speak Of(1998—2001 гг.)
Hopesfall (стилизованные под .hopesfall.) начали свою деятельность как христианская хардкор-группа в 1998 году. В том же году они записали свой первый альбом The Frailty of Words, который был выпущен в ноябре 1999 года на христианском хардкор-панк-лейбле DTS Records. После выхода The Frailty of Words басист-основатель Кристофер Кинкейд покинул группу, и его заменил Пэт Олдрич. В 2001 году группа выпустила мини-альбом No Wings to Speak Of на лейбле Takehold Records. Райан Пэрриш стоял у руля написания песен в то время, создав то, что впоследствии стало известно как «фирменное звучание» .hopesfall. в жанре мелодик-хардкора.

### The Satellite Yearsи уход Райана Пэрриша (2002—2004 гг.)
В 2002 году группа подписала контракт с лейблом Trustkill Records на выпуск трёх альбомов. Это ознаменовало уход вокалиста-основателя Дага Венейбла и басиста Пэта Олдрича. Джей Форрест заменил Венейбла на вокале. Чед Уолдрап заменил Олдрича на место басиста. Райан Пэрриш, соло-гитарист и вокалист .hopesfall., после записи альбома The Satellite Years покинул группу по просьбе остальных участников из-за «личных разногласий». Райан был разочарован тем, что Trustkill Records отобрали у группы творческий контроль и навязал ей сочетание коммерции с искусством. Это привело к разногласиям с остальными участниками группы, которые встали на сторону лейбла, отказавшись от прежнего видения .hopesfall. Уход Райана Пэрриша ознаменовал бы конец фирменного мелодик-хардкорного звучания группы с христианским посылом, поскольку Райан был основным автором песен и представителем группы наряду с Венейблом, они оба считались христианами в группе. The Satellite Years был выпущен после ухода Пэрриша, несмотря на то, что он был основным автором песен на альбоме; The Satellite Years был записан в студии Great Western Recorders Мэттом Тэлботтом из группы Hum. Группа опубликовала пост в Facebook, что Чед Уолдрап победил Мэтта Тэлботта в игре «GoldenEye 007» на Nintendo 64, в результате чего Тэлботту пришлось сделать ставку на вокал в «Escape Pods for Imactibles».
Райан Пэрриш присоединился к нэшвиллской инди-рок-группе Celebrity и в настоящее время является ведущим гитаристом в шугейз-группе In Parallel.
Майк Тайсон изначально играл на бас-гитаре во время гастролей в поддержку The Satellite Years, позже присоединившись к группе в качестве постоянного участника. Чед Уолдрап покинул группу вскоре после того, как взял на себя обязанности гитариста на концертах, и был заменён Дастином Надлером.

### A Types(2004—2007 гг.)
Вслед за The Satellite Years группа выпустила в 2004 году альбом A Types, который имел более альтернативное рок-звучание и резко отличался от предыдущей работы — примечательно, что вокал Форреста был почти исключительно чистым. К моменту выхода альбома A Types Джошуа Бригэм был единственным оставшимся членом-основателем Hopesfall и, наряду с Джеем Форрестом, единственным оставшимся участником из состава, который исполнял на The Satellite Years, за исключением барабанщика Адама Моргана, ушедшего за несколько недель до записи. Моргана заменил Адам Бейкер, который покинул группу во время гастролей в поддержку A Types, и на его место снова пришёл Морган. Морган покинул группу навсегда перед записью следующего альбома группы Magnetic North и был заменён Джейсоном Трабью.

### Magnetic Northи распад группы (2007—2008 гг.)
Альбом Magnetic North был выпущен 15 мая 2007 года. На этом альбоме группа нашла баланс между контрастными стилями, характерными для The Satellite Years и A Types. Они немного гастролировали в поддержку Magnetic North, а в июле того же года объявили о дальнейших изменениях в составе: Джошуа Бригэм, Майк Тайсон, Дастин Надлер и Джейсон Трабью покинули группу. Кори Силс, Роберт Делауро, Пол Кадена и Джоуи Манционе заменили их и вместе с Джеем Форрестом продолжили турне по США в рамках гастролей Magnetic North.
В сентябре 2007 года группа объявила о планах сменить своё название, тем самым положив конец эпохе Hopesfall, однако этим планам так и не суждено было осуществиться. В январе 2009 года появились слухи о намерениях Форреста записать вокал для нескольких незаконченных песен Hopesfall, хотя о дальнейших изменениях не сообщалось. После гастролей в поддержку Magnetic North новые участники покинули группу, и в январе 2008 года Hopesfall наконец объявили о своём распаде.

### Реюнион.hopesfall.(2011 г.)
5 и 6 августа 2011 года состав группы периода No Wings to Speak Of (Даг, Джош, Райан, Адам и Пэт) воссоединился, чтобы дать концерты в Уинстон-Сейлеме, Северная Каролина, и Шарлотте, Северная Каролина. Они исполняли песни с ранних релизов, а также The Satellite Years.

### Второй реюнион иArbiter(2016 — наши дни)
Группа воссоединилась в 2016 году и подписала контракт с лейблом Equal Vision Records, который переиздал их последние 3 альбома на виниле. Группа объявила о своём намерении выпустить новый альбом в 2017 году. Стало известно о составе группы, которая работает над новым альбомом: вокалист Джей Форрест, гитарист-основатель Джош Бригэм и гитарист времён A Types и Magnetic North Дастин Надлер, басист времён The Satellite Years Чед Уолдруп и барабанщик-основатель Адам Морган. Hopesfall выпустили «H.A. Wallace Space Academy» 11 апреля 2018 года, первый сингл с нового альбома и первая новая песня группы за 11 лет. 12 июня 2018 года был выпущен второй сингл, «Tunguska». Arbiter, пятый студийный альбом группы, был выпущен 13 июля 2018 года на лейбле Equal Vision/Graphic Nature Records. Альбом был записан и спродюсирован Майком Уоттсом, который также работал с группой над альбомами A Types и Magnetic North.
31 мая 2019 года группа объявила на своей странице в Facebook о возвращении Райана Пэрриша в качестве ведущего гитариста после 17-летней разлуки.
24 февраля 2020 года группа выпустила новую песню под названием «Hall of the Sky», которая на следующий день стала доступна на стриминговых сервисах. В дополнение к атмосферному пост-хардкорному звучанию группы, в песне также присутствуют элементы прогрессивного рока и пост-рока. Эта песня стала первой записью Hopesfall с Пэрришем после альбома 2002 года The Satellite Years.
В марте 2020 года группа планировала отправиться на гастроли по Японии с Taken. Гастроли должны были начаться 25 марта в Токио, но позже было объявлено, что они будут отложены из-за опасений по поводу пандемии COVID-19. 2 декабря 2022 года группа объявила о возобновлении отложенного тура по Японии.

## Взаимоотношения с Trustkill Records
Отношения группы с Trustkill всегда были враждебными; лейбл изменил список композиций альбома Magnetic North без ведома группы, и в интервью после распада группы бывший барабанщик Джейсон Трабью обвинил лейбл в том, что он оказывал группе недостаточную рекламную и финансовую поддержку на протяжении всего их пребывания на Trustkill, а также в удержании роялти. В ответ на пост на MySpace, в котором сообщалось о распаде группы и о том, что они испытывают отвращение к своему бывшему лейблу, а также на интервью с Трабью, Основатель Trustkill Джош Грейбелл отверг обвинения и выдвинул свои собственные необоснованные обвинения в употреблении наркотиков группой в качестве причины распада.

## Стиль и влияние
Музыкальный стиль группы менялся на протяжении всей её карьеры, но в основном его описывали как пост-хардкор, мелодик-хардкор, альтернативный рок, и спэйс-рок. Первоначально в дебютном альбоме The Frailty of Words группа была охарактеризована как христкор. Альбомы No Wings to Speak Of и The Satellite Years также были охарактеризованы как металкор.
Влияние группы на творчество очень разнообразно. На группу оказали влияние эмо-группы, такие как Cursive, Karate и The Appleseed Cast; альтернативные рок-группы, такие как Hum и Jawbox; и хардкор-панк-группы, такие как Strongarm, Bloodshed, Shai Hulud и Overcome.

## Участники записи
| Текущий состав - Джей Форрест — вокал (2001—2008, 2016 — наши дни) - Джошуа Бригам — гитара (1998—2007, 2011, 2016 — наши дни) - Райан Пэрриш — бэк-вокал, гитара (1998—2002, 2011, 2019 — наши дни) - Уилл Гудиер — бэк-вокал, гитара (2020 — наши дни) - Чед Уолдрап — бэк-вокал, бас-гитара (2001—2003, 2016 — наши дни), гитара (2011) - Адам Морган — барабаны (1998—2004, 2005—2006, 2011, 2016 — наши дни) | Бывшие участники - Дастин Надлер — гитара (2002—2007, 2016—2019) - Пэт Олдрич — бас-гитара (1999—2001, 2011) - Даг Венейбл — вокал (1998—2001, 2011) - Кристофер Кинкейд — бэк-вокал, бас-гитара (1998—1999) - Майк Тайсон — бас-гитара (2002—2007) - Адам Бейкер — барабаны (2004—2005) - Джейсон Трабью — барабаны (2006—2007) Сессионные члены группы в турне - Кори Силс — гитара (2007—2008) - Пол Кадена — гитара (2007—2008) - Роберт Делауро — бас-гитара (2007—2008) - Джоуи Манционе — барабаны (2007—2008) |

Шкала времени

## Дискография
- The Frailty of Words (1999 г.)
- The Satellite Years (2002 г.)
- A Types (2004 г.)
- Magnetic North (2007 г.)
- Arbiter (2018 г.)